# Windglöckchen

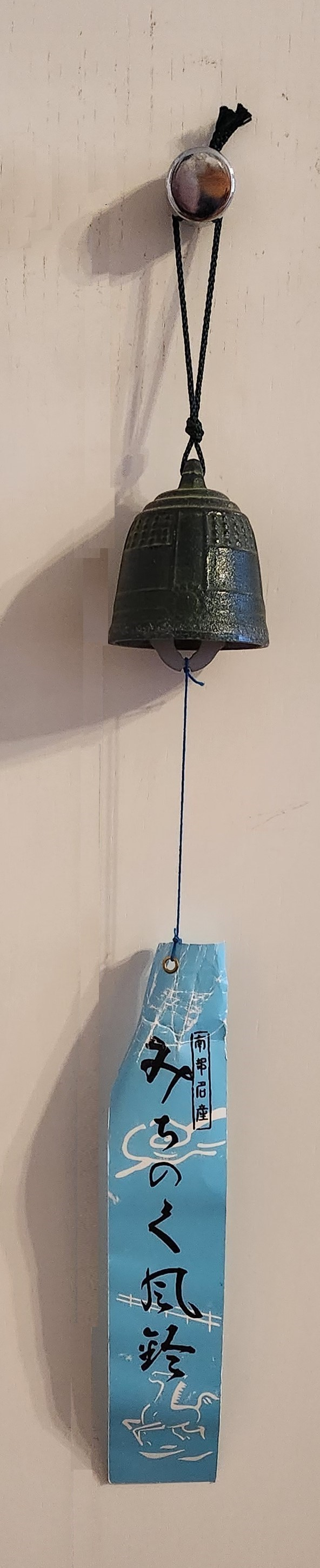
Windglöckchen aus Mizusawa

Windglöckchen (japanisch 風鈴, Fūrin, auch „Futaku“ (風鐸) oder „Windharfe“ (風琴) genannt) ist ein Glöckchen aus Metall oder Glas, dessen heller Klang im Sommer Japans kühlend wirken soll.

## Übersicht
Windglöckchen sind kleine Objekte aus Metall, Glas oder Keramik mit einem glockenförmigen Außenkörper, der in eine Handfläche passt. Sie werden mit einer Schnur, die oben an der Glocke befestigt ist, so aufgehängt, dass sie frei schwingen können. Im Inneren befindet sich ein Schlegel, in Japan „Zungen“ (舌, Zetsu) genannt. An dessen Ende ist an einer Schnur ein Papierstreifen befestigt, der auch leichten Wind gut aufnehmen kann. Der Papierstreifen fängt den Wind auf, und die Zungen bringen das Glöckchen zum Klingen.
Der Klang hängt vom Material der Außenseite und der Zungen ab, wird aber in Japan allgemein als kühler Klang bezeichnet. Er ähnelt für sie dem Geräusch von Insekten oder der Drossel, die den Herbst ankündigen. In einer Zeit, in der es keine Klimaanlage gab, verspürten die Japaner ein Gefühl der Kühle durch das Geräusch von Windglöckchen, Das erleichterte, den in Japan heißen, schwülen Sommer zu überstehen.

## Geschichte
Es heißt, dass von der Heian-Zeit bis zur Kamakura-Zeit Windglöckchen an den Dachvorsprüngen aristokratischer Herrenhäuser aufgehängt wurden, um böse Geister abzuwehren. Im Tempel Asuka-dera im Dorf Asuka, Präfektur Nara, wurden Fragmente eines Futaku gefunden, das vermutlich im frühen 8. Jahrhundert hergestellt wurden.
Windglöckchen wurden ursprünglich aus Metallen wie Eisen und Kupfer hergestellt. Nach der Mitte der Edo-Zeit tauchten Windglöckchen aus Glas auf. Im 18. Jahrhundert wurde die Methode zur Herstellung von durchsichtigem und farblosem Glas über die Niederlande nach Japan eingeführt. Im 19. Jahrhundert blühte die Glaskunst in Edo auf. Am Ende der Edo-Zeit wurden Windglöckchen aus mundgeblasenem Glas in Edo populär. In der Meiji-Zeit gab es „Furin-Verkäufer“, die Windglöckchen auf der Straße verkauften. In der Taishō-Zeit wurden im berühmten Eisenwaren-Produktionsgebiet Nambu der Präfektur Iwate Windglöckchen aus Eisen hergestellt.

## Klangbeispiel
- Der Klang von Windglöckchen, wie er im Alltag zu hören ist.ⓘ/?

## Bilder

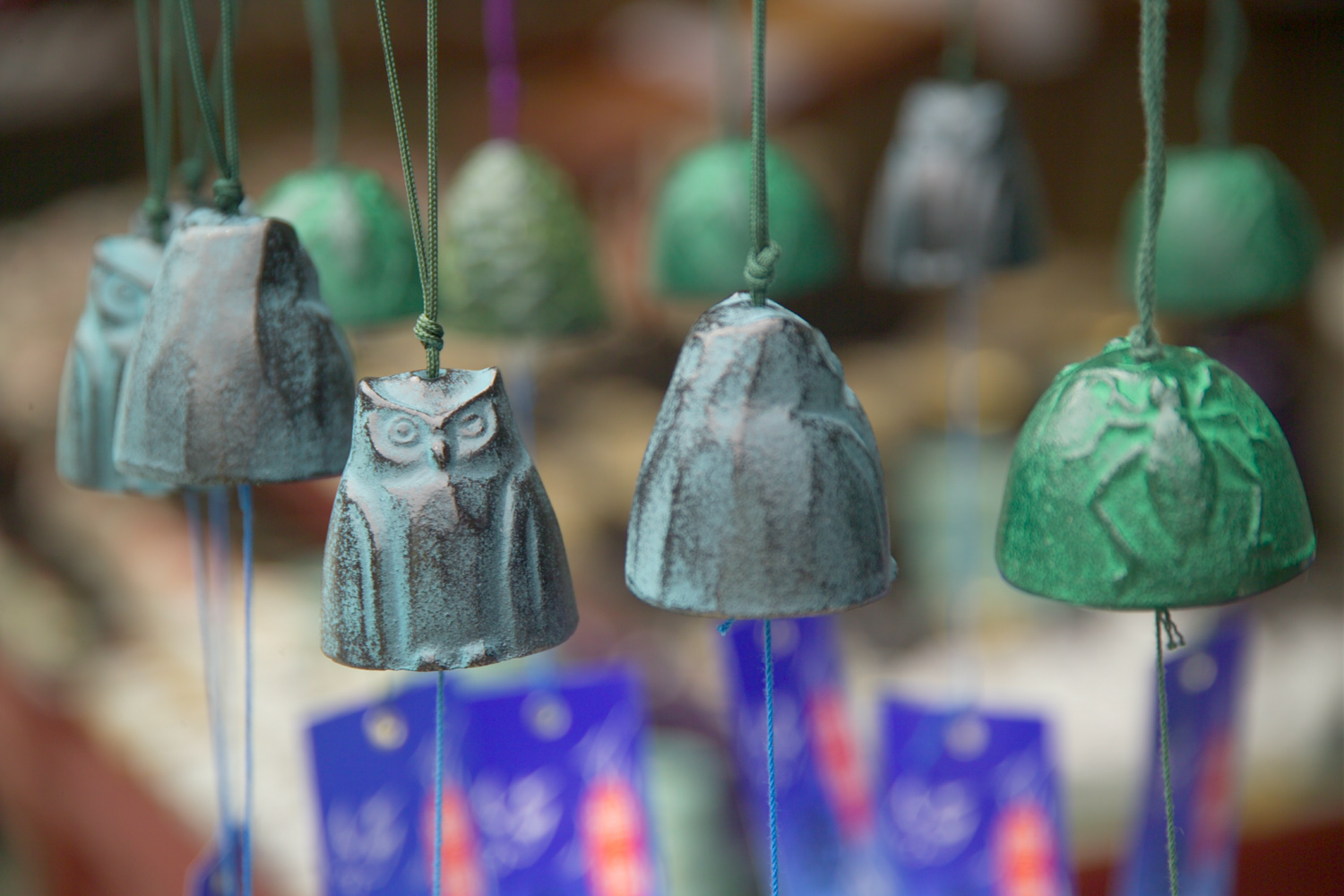
Glöckchen zum Verkauf
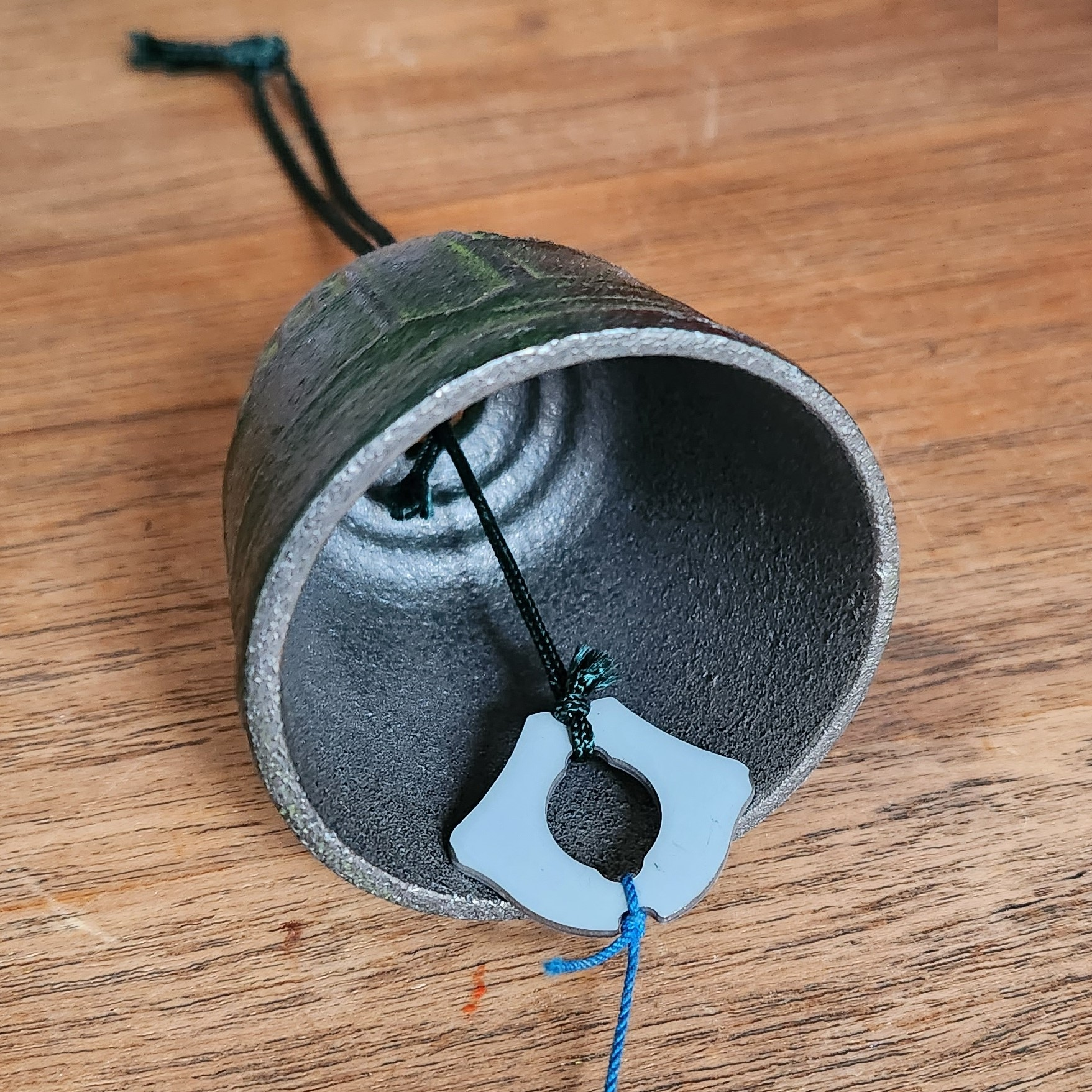
Die „Zungen“
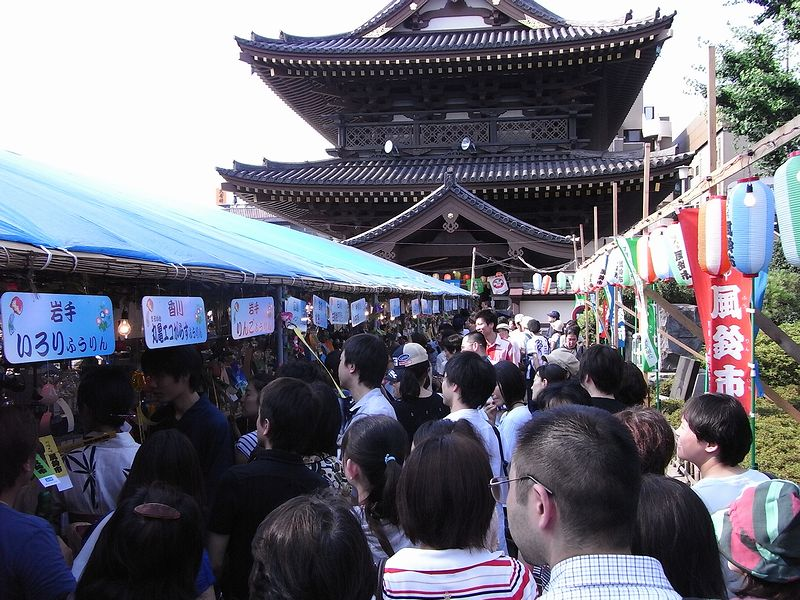
Verkaufsständ am Tempel Kawasaki-Daishi
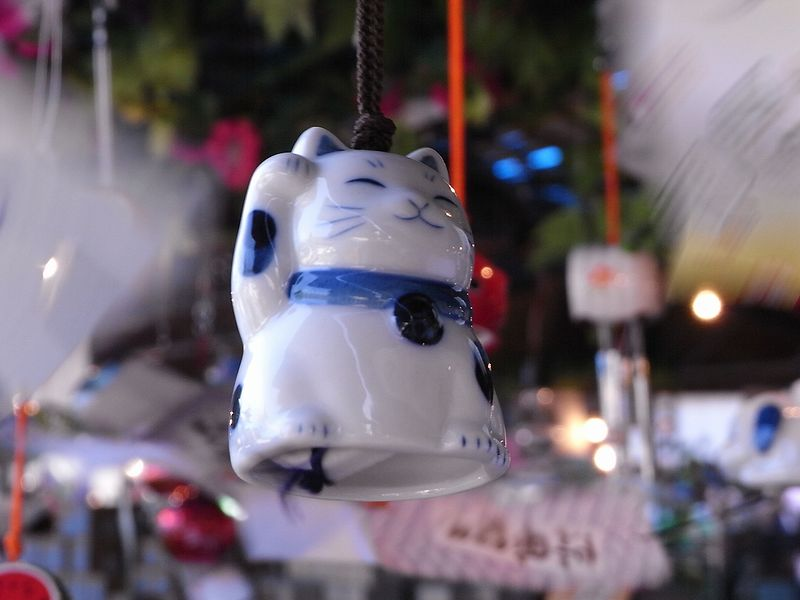
Porzellanglocke am Kawasaki-Daish
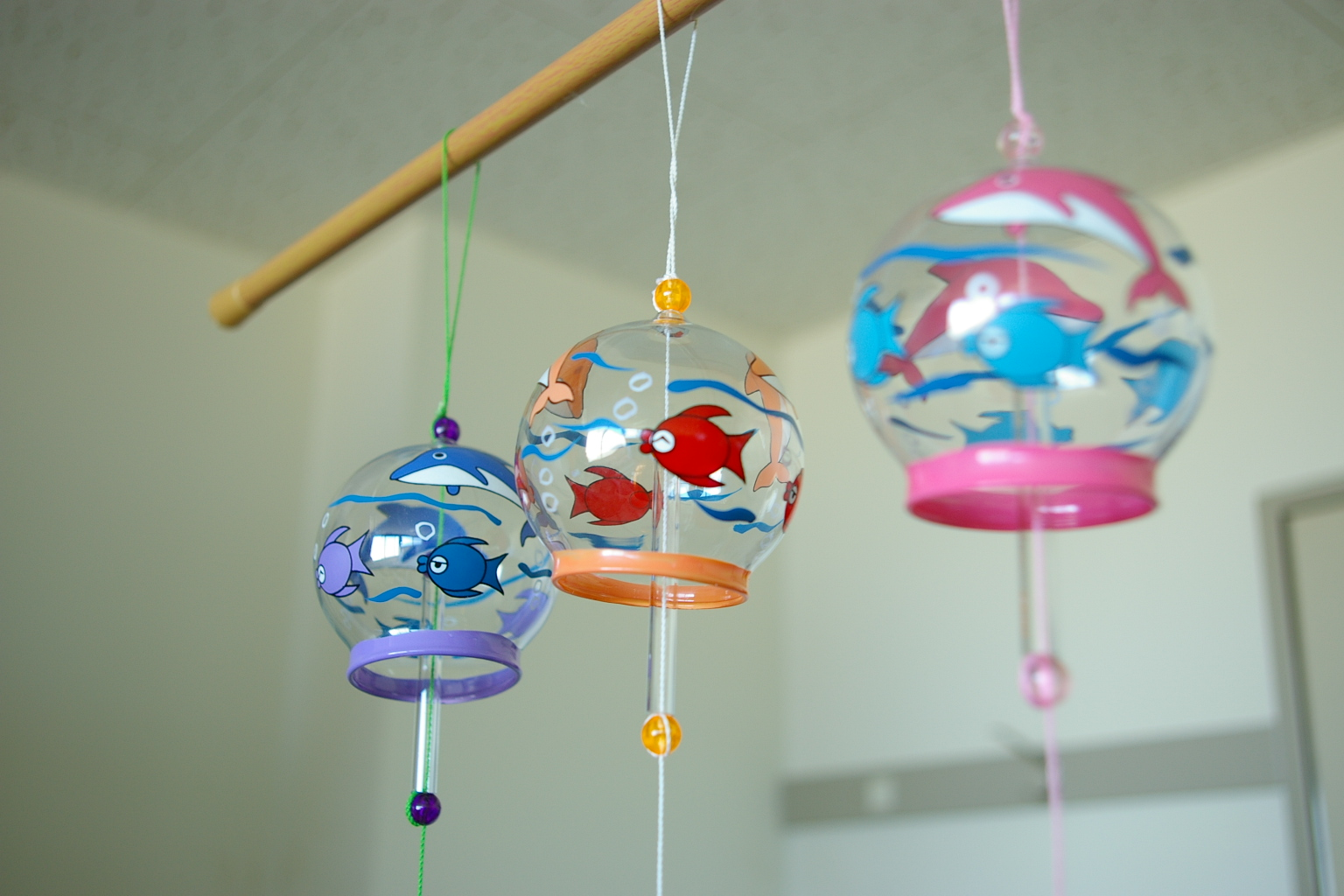
Glöckchen aus Glas